# Cádi Iade

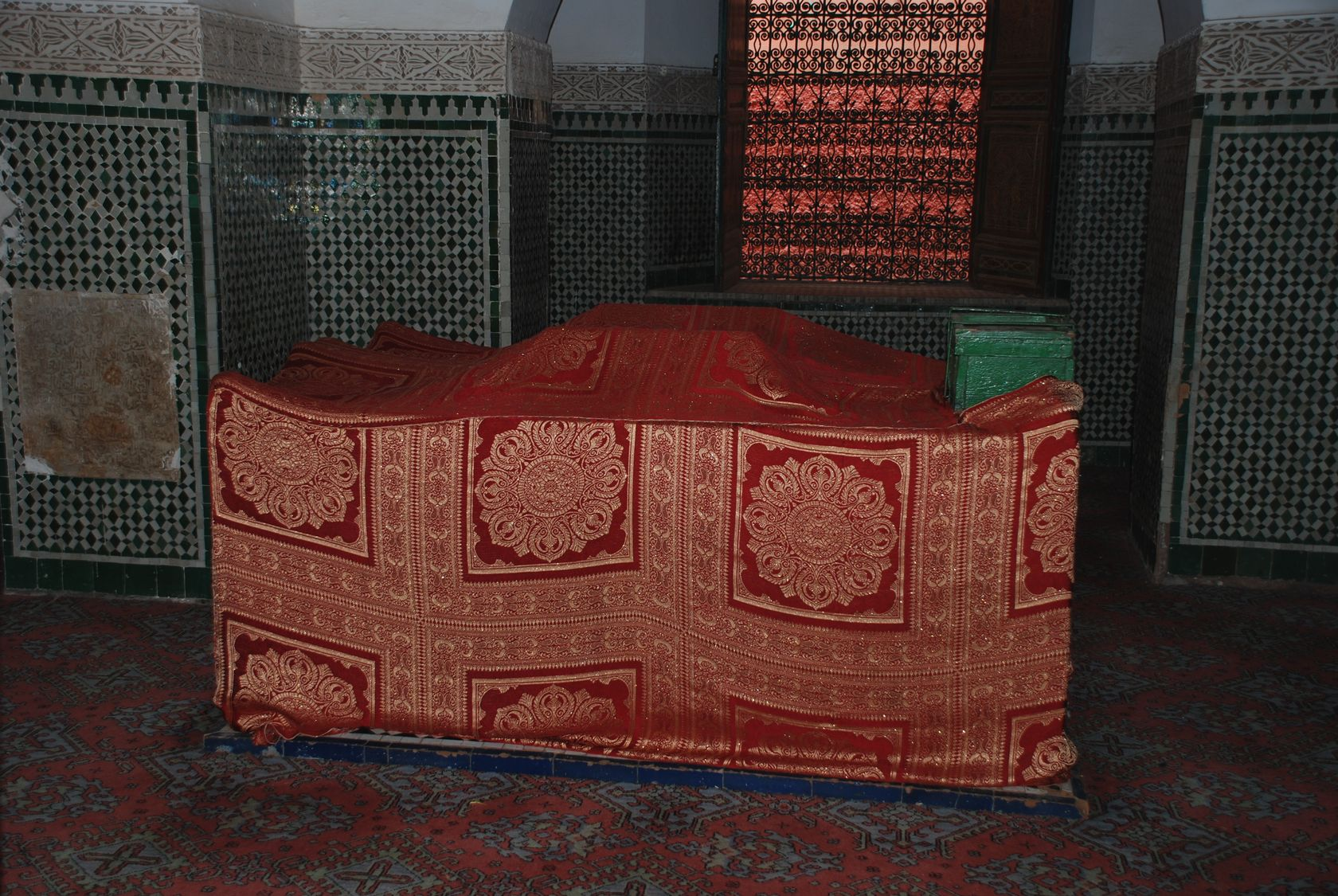
Túmulo de Cádi Iade em Marraquexe

Cádi Iade (Ayyad ou Iyad), cujo nome completo era Abu Alfadle Iade ibne Anre ibne Muça ibne Iade ibne Maomé ibne Abedalá ibne Muça ibne Iade Aliaçubi Assabti (al-Fadl Ayyad ibn Amr ibn Musa ibn Ayyad ibn Muhammad ibn Abdillah ibn Musa ibn Ayyad al-Yahsubi al-Sabti; Ceuta, 1083 — Marraquexe, 1149) foi um cádi (juiz islâmico) de origem andaluza, filiado na escola jurídica maliquita e à escola teológica Ash'ari. É um dos Sabatu Rijal (Sete Santos de Marraquexe) e o seu mausoléu encontra-se naquela cidade.
Foi o autor das obras Ax-Xifa bi-tarif huquq al-Mustafa, sobre as virtudes do Profeta, e Tartib al-mardarik wa-taqrib al-masalik li-marifat alam madhab Malik, uma coleção de biografias de maliquitas famosos, entre os quais Abu Becre ibne Alarábi (1076–1148).
Cádi Iade pertencia a um clã árabe histórico de origem iemenita cuja origem remonta ao imã Maleque ibne Anas e que se fixou em Baza, na Andaluzia. Depois da conquista do Magrebe ocidental pelos Omíadas de Córdova, ibne Abi Anre, ansioso por controlar a rota do ouro, fez instalar numerosos andaluzes no Magrebe. É neste contexto que o pai de Cádi Iade se instala em Ceuta.
Depois de ter estado algum tempo no Alandalus, Iade passou por Fez e por Cairuão, dois importantes centros académicos muçulmanos. Depois de concluir os seus estudos, parte para a Andaluzia para seguir e divulgar os ensinamentos de vários mestres antes de voltar a Ceuta em 1121. Um dos seus alunos foi Averróis. Após ter ocupado vários postos em Granada, torna-se cádi da escola maliquita de Ceuta. Escreveu várias obras sobre o Islão, nomeadamente a Ax-Xifa bi ta'rif huquq al-Mustafa. Teve um papel importante na política, então dominada pelos Almorávidas, tendo liderado o movimento de resistência aos almóadas. Depois da vitória do seu movimento, foi forçado a exilar-se em Marraquexe, onde morreu em 1149.